# Aristídis Kamáras
Aristídis Kamáras, de son vrai nom Aristídis Katrodávlis, (en grec moderne : Αριστείδης "Καμάρας" Κατροδαύλης), est un footballeur grec né le 2 mars 1939 à Athènes. Il évoluait aux postes de défenseur central et de milieu défensif.

## Biographie
Aristídis Kamáras commence sa carrière à l'Apollon Smyrnis en 1954,,,.
Il devient joueur du Panathinaïkos en 1961,.
Avec le Panathinaïkos, il est Champion de Grèce à six reprises, il remporte également deux Coupes de Grèce,.
Lors de la campagne de Coupe des clubs champions 1970-1971, Aristídis Kamáras est une pièce-clé pour le Panathinaïkos. Il s'illustre lors de la demi-finale contre l'Étoile rouge de Belgrade : il inscrit un but à l'aller (défaite 1-4 à Belgrade) et un retour (victoire 3-0 à Athènes).
Aristídis Kamáras dispute la finale de la Coupe des clubs champions en 1971. Le Panathinaïkos perd la finale contre l'Ajax Amsterdam sur le score de 0-2,.
Il raccroche les crampons en 1973 après 12 saisons avec le Panathinaïkos,.
Au total, en compétitions européennes, il dispute 21 matchs de Coupe des clubs champions pour 3 buts marqués, 2 matchs de Coupe des vainqueurs de coupe et 5 matchs de Coupe des villes de foire. Il joue également une rencontre en Coupe intercontinentale

### En équipe nationale
International grec, il reçoit 30 sélections pour aucun but marqué en équipe de Grèce entre 1960 et 1971,.
Il joue son premier match en équipe nationale le 3 juillet 1960 contre le Danemark (défaite 2-7 à Copenhague) en amical.
Aristídis Kamáras dispute des matchs de qualifications pour la Coupe du monde 1962, pour la Coupe du monde 1966, pour l'Euro 1968, pour la Coupe du monde 1970, pour l'Euro 1972 mais sans jamais disputer la phase finale d'une grande compétition.
Son dernier match a lieu le 30 septembre 1971 contre le Mexique (défaite 0-1 à Thessalonique).

## Palmarès
Panathinaïkos
| - Championnat de Grèce (6) : - Champion : 1961-62, 1963-64, 1964-65, 1968-69, 1969-70 et 1971-72. - Vice-champion : 1962-63 et 1965-66. - Coupe de Grèce (2) : - Vainqueur : 1966-67 et 1968-69. - Finaliste : 1964-65, 1967-68 et 1971-72. |  | - Coupe des clubs champions : - Finaliste : 1970-71. |